# Campiglossa absinthii
Campiglossa absinthii es una especie de insecto díptero del género Campiglossa de la familia Tephritidae.

## Historia
Fue descrito por primera vez en 1805 por Fabricius.

## Distribución
Se encuentra en el Paleártico.

## Alimentación
Las larvas se alimentan de Asteraceae, incluyendo Artemisia maritima y Artemisia vulgaris.